# Yamaguchi Hiromasa
Hiromasa Yamaguchi (sinh ngày 8 tháng 4 năm 1975) là một cầu thủ bóng đá người Nhật Bản.

## Sự nghiệp câu lạc bộ
Hiromasa Yamaguchi đã từng chơi cho Nagoya Grampus Eight.